# جنغي مقدس
جنغي مقدس (بالإنجليزية: The Holy Battle) كان اسم أعطاه الحزب المسيحي إلى نقاش مكتوب كان من المقرر أن يحدث بين ميرزا غلام أحمد (مممثل المسلمين، وهو صاحب الجماعة الأحمدية) وعبد الله أثام (ممثل المسيحيين). بدأ النقاش في 22 أيار 1893 واستمرَّت حتى 5 حزيران 1893. وقد رأس الجلسات بمساعدة مسلم (غلام قادر فاشي) ومسيحي (هنري مارتن كلارك [الإنجليزية]
). تم نشر الأوراق المكتوبة من كلا الجانبين في وقت لاحق من غلام أحمد تحت نفس الاسم.